# (541082) 2018 QC5
(541082) 2018 QC5 es un asteroide perteneciente al cinturón de asteroides descubierto el 13 de octubre de 2009 por el equipo del Observatorio Astronómico de Mallorca desde el Observatorio Astronómico de La Sagra, Puebla de Don Fadrique (Granada), España.

## Designación y nombre
Designado provisionalmente como 2018 QC5.

## Características orbitales
2018 QC5 está situado a una distancia media del Sol de 2,764 ua, pudiendo alejarse hasta 3,677 ua y acercarse hasta 1,851 ua. Su excentricidad es 0,330 y la inclinación orbital 16,77 grados. Emplea 1679,00 días en completar una órbita alrededor del Sol.

## Características físicas
La magnitud absoluta de 2018 QC5 es 17,4. 